# Тихомиров, Вячеслав Валентинович
Вячесла́в Валенти́нович Тихоми́ров (8 марта 1945, Мичуринск, Тамбовская область — 3 декабря 2014, Москва) — советский и российский военачальник, генерал армии (2002).

## Биография
Родился в городе Мичуринске Тамбовской области РСФСР. Окончил 10 классов в вечерней школе рабочей молодёжи в 1963 году и одновременно — железнодорожное училище № 3 в Мичуринске.
В Советской армии с августа 1963 года. Окончил Ташкентское высшее общевойсковое командное училище имени В. И. Ленина (1967), Военную академию имени М. В. Фрунзе (1979), Военную академию Генерального штаба Вооруженных Сил имени К. Е. Ворошилова (1988).

## Военная служба в СССР
Служил в мотострелковых войсках командиром взвода гвардейского мотострелкового полка, с 1971 — командиром роты в Группе советских войск в Германии. С 1973 по 1976 годы — командир мотострелковой роты, начальник штаба и командир мотострелкового батальона в Одесском военном округе. С 1979 года служил в Забайкальском военном округе — командир учебного мотострелкового полка, с 1982 года — заместитель командира мотострелковой дивизии. Затем до 1986 года был заместителем командира мотострелковой дивизии в Закавказском военном округе. Участвовал в ликвидации последствий аварии на Чернобыльской АЭС. С 1988 года — командир танковой дивизии в Центральной группе войск на территории Чехословакии, производил её вывод на родину в Московский военный округ.

## Военная служба в России

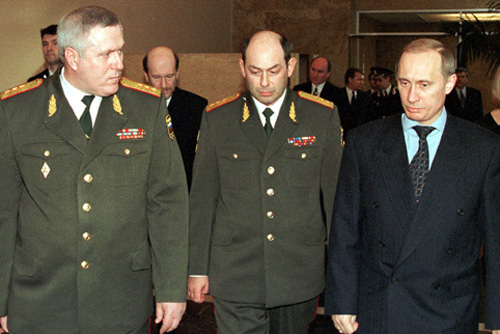
Тихомиров В. В. (слева) с Владимиром Рушайло и Владимиром Путиным. 27 марта 2000 года

С марта 1992 года — начальник штаба — первый заместитель командующего 14-й гвардейской армией (общевойсковой), дислоцированной в Приднестровье. Соединения армии в этот момент находились в центре приднестровского конфликта. Являлся ближайшим помощником командующего армией генерала А. И. Лебедя, полностью поддержал решительные и жёсткие действия последнего по погашению конфликта.
В мае 1995 года назначен заместителем командующего войсками Северо-Кавказского военного округа по боевой подготовке. По существу, был переведён из одной «горячей точки» в другую, так как именно на руководстве данным округом лежала ответственность за ведение боевых действий в Чечне в период первой чеченской войны. В октябре 1995 года назначен командующим войсками Министерства обороны Российской Федерации в составе Объединённой группировки войск в Чечне. С января по декабрь 1996 года — командующий Объединённой группировкой войск в Чечне. По воспоминаниям военного обозревателя Новой газеты Вячеслава Измайлова, когда Тихомирову об этом сообщили по телефону, он от злости с силой бросил на пол свою генеральскую фуражку, так как не хотел этого назначения.. В течение 1996 года войска группировки подвергались нескольким мощным ударам чеченских сепаратистов, неся значительные потери (например, прорыв боевиков в Грозный в марте 1996, разгром военной колонны в апреле 1996). В августе 1996 года значительные силы чеченских боевиков скрытно вышли к Грозному и с разных направлений одновременно ворвались в город. Российские воинские, милицейские и иные части были блокированы в местах их расположения с значительными потерями в людях и технике, сам город по существу перешёл под контроль противника (Операция «Джихад»). Сам Тихомиров в это время находился в отпуске, что не снимает с него ответственность за полную неготовность войск к подобному развитию ситуации. После подписания Хасавюртовских соглашений Тихомиров пытался задержать вывод российских войск из Чечни до полного обмена пленными.
С марта 1997 года — начальник штаба — первый заместитель командующего Уральского военного округа. 30 декабря 1999 года назначен командующим войсками Уральского военного округа, генерал-полковник (15.01.2000). Однако командовал округом менее месяца. 22 января 2000 года Указом Президента Российской Федерации В. В. Путина назначен главнокомандующим внутренними войсками МВД Российской Федерации — заместителем министра внутренних дел Российской Федерации. Как вспоминал сам Вячеслав Валентинович в интервью Светлане Сорокиной в программе «Герой дня» на НТВ 27 января 2000 года, ему три раза предлагали стать командующим Внутренних войск МВД. Сначала это было на уровне предварительных разговоров с Анатолием Куликовым, потом с Сергеем Степашиным, когда они были министрами МВД. Провёл значительную работу по усилению и перевооружению внутренних войск, предложил план их реорганизации (впоследствии реализован). Многократно был в Чеченской Республике в период второй чеченской войны. Воинское звание генерал армии присвоено указом президента Российской Федерации Путина В. В. от 6 ноября 2002 года.
19 июля 2004 года освобождён от занимаемой должности вместе с начальником Генерального Штаба Вооружённых сил Российской Федерации А. В. Квашниным и рядом других высокопоставленных генералов. Причиной освобождения называли бездействие внутренних войск при прорыве чеченских боевиков в Ингушетию. Сам В. В. Тихомиров категорически не согласился с подобными обвинениями и в знак протеста подал рапорт об увольнении с военной службы, который был немедленно удовлетворён. После кратковременного нахождения в распоряжении Министра внутренних дел Российской Федерации был уволен в отставку 17 января 2005 года с формулировкой «по состоянию здоровья».
Жил в Москве. Был женат, имел двоих детей (сын-офицер погиб в бою в Первой чеченской войне).
Умер 3 декабря 2014 года. Похоронен на Троекуровском кладбище.

## Награды
- Орден «За заслуги перед Отечеством» IV степени (1996)
- Орден «За личное мужество» (1992)
- Орден «За военные заслуги»
- Орден «За службу Родине в Вооружённых Силах СССР» III степени (1990)
- медали
- Почётное огнестрельное оружие (2000)

## Воинские звания
- полковник (26.07.1985)
- генерал-майор (25.04.1990)
- генерал-лейтенант (15.12.1995)
- генерал-полковник (15.01.2000)
- генерал армии (06.11.2002)